# Heriberto Gutiérrez
Heriberto Gutiérrez Gómez (Cinti, 4 de julio de 1840–La Paz, 4 de julio de 1919), fue un abogado y diplomático boliviano. Canciller de la República; primer gerente del Banco de la Nación; gerente del Banco Industrial; diputado por el Partido Conservador, y estando en el Congreso, presidió la Comisión de Hacienda; fundador del Banco Central, del Club de La Paz y de la Cámara de Industria y Comercio; profesor de Derecho Mercantil y Bancario en la Universidad de La Paz; ministro de Hacienda e Industria varias veces; ministro de Relaciones Exteriores y Colonización; presidente del Consejo Municipal de La Paz.

## Biografía
Perteneciente a la familia Gutiérrez, fue hijo del abogado, ministro de la Corte Superior de Chuquisaca, Dr. D.José Manuel Gutiérrez Blacut y de D.Catalina Gómez de Alvarado. Se casó el 16 de mayo de 1868, en la catedral de Potosí, con Doña María Dolores Matilde de Lea Plaza y Villa, hija del ministro de la Corte Suprema de Bolivia, Dr. don Manuel de Lea Plaza y Mendoza y de doña Petrona Celestina González de Villa y Núñez de Pérez. Doña Matilde perteneció a varias de las familias más antiguas y distinguidas de Tarija, cuya genealogía va hasta uno de los fundadores de dicha Villa y sus primeros y principales habitantes. Doña Matilde como se la conoció fue hija del importante abogado y Ministro de la Corte Suprema Dr. Don Manuel de Lea Plaza y Mendoza y de doña Petrona Celestina González de Villa y Núñez de Pérez. Nieta paterna del Tte. Coronel y Regidor del cabildo de Tarija don Manuel de Lea Plaza y Velasco, ilustre patriota y prócer de la patria quien tuvo una importante participación en las luchas de la Independencia, siendo además uno de los que firma el acta de la anexión de Tarija a Bolivia, tuvieron 9 hijos con importante descendencia hasta nuestros días.
Como ministro plenipotenciario de Bolivia en Chile, firmó los Tratados de Paz y Amistad, de Comercio y de Transferencia de Territorios (Tratados Barros Borgoño-Gutiérrez) del 18 de mayo de 1895 con el canciller chileno Luis Barros Borgoño. El Tratado de Paz y Amistad, reconocía la soberanía definitiva de Chile desde el paralelo 23 hasta la desembocadura del río Loa, como estipuló el Pacto de Tregua de 1884. El tratado de transferencia de territorios establecía que si Chile obtenía los territorios de Tacna y Arica, como resultado del plebiscito acordado en el Tratado de Ancón de 1883 con el Perú, los cedería a Bolivia, y en caso de no obtenerlos,  entregaría a Bolivia la caleta Vítor hasta la quebrada de Camarones u otra análoga. En los inicios de su carrera don Heriberto fue presidente del Concejo Municipal de Potosí, Senador de Potosí. Fue Ministro de Industria y de Hacienda de Gregorio Pacheco, ministro de Aniceto Arce y ministro plenipotenciario ante el gobierno de Chile. Tuvo una importante faceta como banquero siendo el primer gerente del Banco Nacional de Bolivia; así mismo fue durante muchos años gerente del Banco Industrial de La Paz, fue gerente del Banco de Bolivia y Londres que luego se convirtió en el Banco Central, del que fue fundador y gran impulsor, fue uno de los fundadores de la Cámara de Industria y Comercio y del tradicional Club de La Paz que fue fundado en 1872 en los salones de su casa, siendo don Heriberto su primer presidente. Don Heriberto falleció en la ciudad de La Paz el 4 de julio de 1919.